# تکن ۸
تکن ۸ (ژاپنی: 鉄拳8 هپبورن: Iron Fist) یک بازی ویدئویی به سبک مبارزه‌ای از مجموعه بازی‌های تکن است که توسط بندای نامکو استودیوز و آریکا توسعه یافته و به‌وسیلهٔ باندای نامکو انترتینمنت منتشر شده است. تکن ۸ برای نخستین بار در تاریخ ۱۳ سپتامبر ۲۰۲۲ و در جریان رویداد استِیت آو پلی پلی‌استیشن، با انتشار تریلری رونمایی شد. این بازی در تاریخ ۲۶ ژانویه ۲۰۲۴ برای پلتفرم‌های پلی‌استیشن ۵، ایکس‌باکس سری اکس/اس، و مایکروسافت ویندوز از طریق استیم منتشر شد. این بازی به عنوان دنبالهٔ هفتمین قسمت اصلی، و پایان دادن به دشمنی کازویا میشیما و جین کازاما می‌باشد.
در این نسخه مدل‌های شخصیت‌ها با وضوح بالا هستند که از ابتدا با وفاداری زیاد به اصل طراحی پوست و موی خواهد داشت و همراه با گرافیک واقع‌گرایانه شامل تغییر واکنش ماهیچه‌ها برای بازتاب حرکات شخصیت‌ها می‌باشد. بازی همچنین با تکیه بر آنریل انجین ۵ ساخته شده است. بلیط فصل اول بازی که شامل محتوای قابل دانلود و شخصیت‌های جدید بود، در طول مدت پیش سفارش بازی در دسترس قرار گرفت. بلافاصله پس از انتشار، تکن ۸ با واکنش‌های مثبتی از سوی منتقدان همراه بود، و بسیاری از منتقدان پیشرفت کلی بازی در این سری و همچنین روند بازی تهاجمی آن را تحسین کردند.

## شخصیت‌ها
در حال حاضر ۳۷ شخصیت قابل کنترل برای بازی رونمایی شده است. فصل نخست محتوای قابل دانلود شامل چهار شخصیت خواهد بود.

### شخصیت‌های جدید
- انجل جین: او مدل فرشته جین کازاما است. او فقط در بخش داستانی قابل بازی است
- آزوسنا میلاگرس اورتیس کاستیلو (به انگلیسی: Azucena Milagros Ortiz Castillo): یک رزمی‌کار ترکیبی شجاع و خوش شانس اهل کشور پرو و دختر صاحب شرکت قهوه.
- کلایو روزفیلد: قهرمان اصلی فاینال فانتزی ۱۶ از شرکت اسکوئر انیکس است.
- رینا میشیما: یک دختر جوان ژاپنی پانک با لباس بنفش است که در مدرسه‌ای یکسان با شائویو و جین کازاما درس می‌خواند، او دختر هیهاچی میشیما هست و اوهم دارای ژن شیطانی است.
- جک-۸: آخرین مدل و نسخهٔ به‌روزرسانی شده از سری جک.
- ویکتور شوالیه: یک مأمور فرانسوی سازمان ملل متحد و رقیب دوستانه ریون است که از هنر ایی‌آی‌جوتسو و دو چاقو، اسلحه دستی، و شمشیر سامورایی غلافدار استفاده می‌کند.

### شخصیت‌های برگشته
- آسوکا کازاما
- آنا ویلیامز (دی‌ال‌سی)
- آلیسا بسکونوویچ
- آرمور کینگ (دی‌ال‌سی)
- ادی گوردو (دی‌ال‌سی)
- استیو فاکس
- برایان فیوری
- کلودیو سرافینو
- فنگ وی
- فاکامورام (دی‌ال‌سی)
- دویل جین
- هیهاچی میشیما (دی‌ال‌سی)
- هائورانگ
- جین کازاما
- جون کازاما
- سرگئی دراگانوف
- شاهین
- کازویا میشیما / دویل کازویا
- کینگ ۲
- کوما ۲
- لارس الکساندرسون
- لروی اسمیث
- لئو کلیسن
- لیدیا سابیسکا (دی‌ال‌سی)
- لی چائولان
- امیلی د روشفور
- لینگ شائویو
- مارشال لا
- نینا ویلیامز
- پاندا
- پال فینکس
- ریون
- یوشیمیتسو
- زافینا
- عزازیل (غیرقابل کنترل)

## بازتاب‌ها
| گردآورنده | امتیاز                                    |
| --------- | ----------------------------------------- |
| متاکریتیک | (پی‌سی) ۹۱/۱۰۰ (پی‌اس۵) ۹۰/۱۰ (XSXS) ۸۹/۱۰۰ |

| ناشر                     | امتیاز  |
| ------------------------ | ------- |
| یوروگیمر                 | [ ۸ ]   |
| گیم اینفورمر             | ۸٫۲۵/۱۰ |
| گیم‌اسپات                 | ۸/۱۰    |
| گیمز ریدار+              | [ ۱۱ ]  |
| هاردکور گیمر             | [ ۱۲ ]  |
| آی‌جی‌ان                   | ۹/۱۰    |
| Jeuxvideo.com            | ۱۸/۲۰   |
| پی‌سی گیمر (ایالات متحده) | ۸۹/۱۰۰  |
| پی‌سی‌گیمزان               | ۹/۱۰    |
| پوش اسکوئر               | [ ۱۷ ]  |
| شک‌نیوز                   | ۱۰/۱۰   |
| وی‌جی۲۴۷                  | [ ۱۹ ]  |
| VideoGamer.com           | ۱۰/۱۰   |

تکن ۸ بر طبق بازبینی جمعی وبگاه متاکریتیک برای نسخه‌های پلی‌استیشن ۵ و مایکروسافت ویندوز مورد «تحسین جهانی» قرار گرفت، در حالی که نسخهٔ کنسول ایکس‌باکس سری اکس/اس «عموماً نقدهای مطلوبی» از سوی منتقدان دریافت کرد. چندین نشریه اظهار داشتند که تکن ۸ بهترین پیشنهاد از فرنچایز مادر است. گیمزریدار+ به آن امتیاز ۵ ستاره داد. هاردکور گیمر بازی را «جسورانه» خواند و تحسین کرد و حس نوآوری باندای نامکو را از نکات برجسته بازی برشمرد و آن را به عنوان «یکی از بهترین بازی‌های مبارزه‌ای تمام دوران» توصیف کرد. شک‌نیوز این بازی را با نسخه‌های پیشینش مقایسه کرد و نتیجه گرفت: تکن ۸ همینه، و به‌نظر می‌رسد که این مشعل را برای سال‌های پیش رو حمل خواهد کرد. وبگاه بریتانیایی ویدئو گیمز کرونیکل معتقد است تکن ۸ «آن بالا در کنار تکن ۳ به عنوان یکی از هیجان‌انگیزترین نقاط قوت در این سری به‌شمار می‌رود».

### جوایز
| سال  | مراسم               | دسته‌بندی             | نتیجه    | منابع         |
| ---- | ------------------- | -------------------- | -------- | ------------- |
| ۲۰۲۳ | گیم آواردز ۲۰۲۳     | مورد انتظارترین بازی | نامزدشده | [ ۲۲ ]        |
| ۲۰۲۴ | جوایز گلدن جوی‌استیک | بازی نهایی سال       | نامزدشده | [ ۲۳ ] [ ۲۴ ] |
| ۲۰۲۴ | جوایز گلدن جوی‌استیک | بهتری بازی چندنفره   | نامزدشده | [ ۲۳ ] [ ۲۴ ] |
| ۲۰۲۴ | جوایز استریمر       | بازی سال استریمر     | نامزدشده | [ ۲۵ ] [ ۲۶ ] |
| ۲۰۲۴ | گیم آواردز ۲۰۲۴     | بهترین بازی مبارزه‌ای | پیروز    | [ ۲۷ ]        |
| ۲۰۲۴ | گیم آواردز ۲۰۲۴     | بهتری بازی چندنفره   | نامزدشده | [ ۲۷ ]        |